# Berdysyczran-depe
Berdysyczran-depe (en. Berdysyčran-depe, turk. Berdysyçran-depe, рус. Бердысычран-депе) - to starożytna osada z epoki brązu położona w dawnej delcie rzeki Tedżen, 60 km na południe od  miasta Tedżen w Turkmenistanie.

## Badania archeologiczne
Stanowisko Berdysyczran-depe zostało przebadane w 2015 roku przez turkmeńsko-polską ekspedycję archeologiczną  Uniwersytetu Warszawskiego, pod kierunkiem prof. dr. hab  Barbary Kaim .

## Ogólna charakterystyka
Całkowita powierzchnia Berdysyczran-depe wynosi około 15 hektarów. Stanowisko składa się z dwóch części. Pierwsze, południowe wzniesienie, jest bardziej strome, o powierzchni około 1 hektara i wysokości 6 metrów. Drugie wzniesienie, bardziej spłaszczone, ma wysokość 7 metrów i zajmuje powierzchnię 2,1 hektara. Teren pomiędzy tymi wzniesieniami jest gęsto pokryty ceramiką . Analiza całości zebranego materiału pozwoliła datować stanowisko na środkową, późną i schyłkową epokę brązu (2250-1500 p.n.e.), a więc na czas odpowiadający powstaniu, rozkwitowi i upadkowi cywilizacji Oksus – Baktryjsko-Margiański Zespół Archeologiczny. 

## Znaleziska
Wśród materiałów zebranych przez archeologów znajdują się fragmenty ceramiki, kobieca figurka terakotowa z okresu Namazga V , fragmenty naczyń alabastrowych i mocno skorodowane przedmioty z brązu .

## Berdysyczran-depe a osadnictwo chalkolityczne w oazie Geoksjur
Berdysyczran-depe zostało zasiedlone w okresie Namazga V, czyli po tym, jak oaza Geoksjur została opuszczona. Miejsce to znajduje się 15 km na południe od Hapuz-depe , które pochodzi z wczesnej i średniej epoki brązu.